# Беллбернс
Беллбернс (англ. Bellburns) — містечко в Канаді, у провінції Ньюфаундленд і Лабрадор.

## Населення
За даними перепису 2016 року, містечко нараховувало 53 особи, показавши скорочення на 14,5 %, порівняно з 2011 роком. Середня густина населення становила 7,2 осіб/км².
З офіційних мов обидвома одночасно володіли 5 жителів, тільки англійською — 55.
100 % мешканців мали закінчену шкільну освіту, не мали закінченої шкільної освіти — 100 %, 100 % мали післяшкільну освіту, з яких 100 % мали диплом бакалавра, або вищий, 28 014 осіб мали науковий ступінь.
| Статево-вікова структура населення | Статево-вікова структура населення | Статево-вікова структура населення | Статево-вікова структура населення | Статево-вікова структура населення |
| ---------------------------------- | ---------------------------------- | ---------------------------------- | ---------------------------------- | ---------------------------------- |
|                                    |                                    |                                    |                                    |                                    |
| Всього                             | Всього                             | 54,5%45,5%                         |                                    |                                    |
| 0—14 років                         | 0—14 років                         |                                    | 9,1%                               | 9,1%                               |
| 15—64 років                        | 15—64 років                        |                                    | 45,5%                              | 45,5%                              |
| 65 і більше                        | 65 і більше                        |                                    | 45,5%                              | 45,5%                              |
| 85 і більше                        | 85 і більше                        |                                    | 9,1%                               | 9,1%                               |
| Середній вік (років)               | Середній вік (років)               | 59,659,4                           | 59,5                               | 59,5                               |
| Медіана (років)                    | Медіана (років)                    | 65,364,5                           | 65,1                               | 65,1                               |
| — чоловіки — жінки                 |                                    |                                    |                                    |                                    |

| Походження мешканців:     | Походження мешканців:     | Походження мешканців: | Походження мешканців: | Походження мешканців: |
| ------------------------- | ------------------------- | --------------------- | --------------------- | --------------------- |
| Походження                |                           |                       | осіб                  | %                     |
| Корінні американці        | Корінні американці        |                       | 26001                 | 100%                  |
| Інше північноамериканське | Інше північноамериканське |                       | 26005                 | 100.02%               |
| Європейське               | Європейське               |                       | 26015                 | 100.06%               |
| британське                | британське                |                       | 26016                 | 100.06%               |
| французьке                | французьке                |                       | 26025                 | 100.1%                |
| українське                | українське                |                       | 26062                 | 100.24%               |
| Латинськоамериканське     | Латинськоамериканське     |                       | 26110                 | 100.42%               |
| Карибське                 | Карибське                 |                       | 26089                 | 100.34%               |
| Африканське               | Африканське               |                       | 26135                 | 100.52%               |
| Азійське                  | Азійське                  |                       | 26203                 | 100.78%               |
| Океанійське               | Океанійське               |                       | 26269                 | 101.03%               |

## Клімат
Середня річна температура становить 2,8 °C, середня максимальна — 17,9 °C, а середня мінімальна — −13,2 °C. Середня річна кількість опадів — 1 122 мм.
| Клімат поселення                              | Клімат поселення | Клімат поселення | Клімат поселення | Клімат поселення | Клімат поселення | Клімат поселення | Клімат поселення | Клімат поселення | Клімат поселення | Клімат поселення | Клімат поселення | Клімат поселення | Клімат поселення |
| Показник                                      | Січ.             | Лют.             | Бер.             | Квіт.            | Трав.            | Черв.            | Лип.             | Серп.            | Вер.             | Жовт.            | Лист.            | Груд.            |                  |
| Середній максимум, °C                         | −4,13            | −4,96            | −0,97            | 4,62             | 9,36             | 13,65            | 17,64            | 17,85            | 13,72            | 8,40             | 3,65             | −1,87            |                  |
| Середня температура, °C                       | −8,28            | −9,09            | −5,11            | 0,49             | 5,22             | 9,51             | 14,64            | 14,85            | 10,71            | 5,40             | 0,65             | −4,87            |                  |
| Середній мінімум, °C                          | −12,39           | −13,21           | −9,24            | −3,64            | 1,08             | 5,39             | 11,62            | 11,83            | 7,70             | 2,38             | −2,37            | −7,88            |                  |
| Норма опадів, мм                              | 112              | 86               | 81               | 57               | 78               | 95               | 102              | 108              | 105              | 105              | 98               | 95               |                  |
| Середньомісячна швидкість вітру, м/с          | 5.91             | 5.49             | 5.45             | 5.10             | 4.65             | 4.46             | 4.23             | 4.36             | 4.88             | 5.22             | 5.66             | 6.00             |                  |
| Середньомісячна сонячна радіація, кДж/м²·день | 3282             | 6442             | 10838            | 14755            | 17757            | 19035            | 18364            | 15485            | 11209            | 6629             | 3578             | 2456             |                  |
| --------------------------------------------- | ---------------- | ---------------- | ---------------- | ---------------- | ---------------- | ---------------- | ---------------- | ---------------- | ---------------- | ---------------- | ---------------- | ---------------- | ---------------- |
| Джерело:                                      |                  |                  |                  |                  |                  |                  |                  |                  |                  |                  |                  |                  |                  |